# Edmond Duysters
Edmond Emile Jacques Auguste Duysters (Lier, 26 maart 1871 - Boechout, 13 augustus 1953) was een Belgisch advocaat en politicus voor de Katholieke Partij en het Katholiek Verbond van België.

## Levensloop
Duysters was de negende van de tien kinderen van textielfabrikant Edmond Duysters (1836-1907) en Joanna Verlinden (1835-1879). Hij trouwde met Pauline Van Gansewinkel (1877-1959) en ze kregen vijf kinderen. Hij was voorzitter van de raad van beheer van een glasfabriek.
Duysters promoveerde in 1894 tot doctor in de rechten aan de Katholieke Universiteit Leuven. Hij ging vervolgens aan de slag als stagiair-advocaat bij Hector Le Bon aan de Antwerpse balie.
Hij werd verkozen tot gemeenteraadslid van Berchem in 1903. In 1913 volgde hij de overleden volksvertegenwoordiger Jean-Baptiste De Winter op als verkozene voor het arrondissement Antwerpen en vervulde het mandaat tot in 1921 Hij werd  schepen te Berchem op 13 november 1914 ter vervanging van Jan Moorkens en bleef dit tot 3 mei 1915. Tevens was hij van 14 augustus 1921 tot 7 juni 1922 burgemeester. Op 7 juni 1922 werd hij veroordeeld wegens fraude en werd hij uit het ambt van burgemeester ontzet. Hij had ruim 2 miljoen Belgische frank ontvreemd van tweeëntwintig Duitse banken waaronder een filiaal van de Leipziger Wollkämmereien en bij speculaties verloren.
Hij was een hevig tegenstander van de afschaffing van de kinderarbeid. Zo stelde hij dat het matériellement impossible de devenir verrier sans avoir commencé son apprentissage vers l'âge de 12 ou de 13 ans en dat een gezond kind, zonder enig gevaar, zijn leertijd in de glasfabriek kon beginnen op de leeftijd van twaalf jaar. Hij vervolgde dat Indien met deze beschouwingen geen rekening werd gehouden, zo besloten de patroons, dan zou men binnen een min of meer korte tijd de glasnijverheid in België zien te gronde gaan!
Na zijn dood werd hij gecremeerd.